# Методи Единаков
Методи Единаков е български революционер, войвода на „Охрана“ във Воденско и Костурско.

## Биография
Роден е в 1908 година във воденското село Месимер, тогава в Османската империя. Получава начално образование в гръцко училище. По време на Итало-гърцката война от 1940 – 1941 година е мобилизиран като гръцки войник на фронта в Албания.
Към 1942 година е направен опит да бъде привлечен на страната на комунистическата съпротива, но отказва, след като се сблъсква с антибългарската политика на местни гърци и гъркомани, ръководещи комунистическата организация в Месимер.

От май 1944 година Единаков е войвода на Охрана в селото. Както си спомня, 
| „ | Четардесат и читвърта гудина зея да убиват уд нас, уд българте кумунистическата партя. Фати го уд нас, убивай го за фашист българин. Па тия шу бея сус немците гърци и убивая нашча за кумунисти българи. Гирманците убивая за кумунист българин. И така не знайма къда да файма. | “ |

За да защитава селото, Единаков получава от Андон Калчев 72 пушки, но впоследствие се съгласява да ги предаде на ЕЛАС. Въпреки това е преследван от комунистическите партизани, поради което бяга в Солун и Воден. Присъединява се към воденската дружина на Охрана. През юни 1944 година е в състава на частите, изпратени от Георги Димчев в помощ на Македоно-българския комитет в Костурско. На 2 август 1944 година четата на Единаков отблъсква еласистко нападение над Хрупища, но е принуден да се изтегли към Костур, а впоследствие – в Суровичево. Води преговори за присъединяване към ЕЛАС, но е разкрит от немското командване и принуден с част от четата си да участва в бой с комунистически партизани край Баница. Впоследствие успява да избяга.
След 1945 година Единаков лежи 13 години в затвори в Гърция. През 1968 година е освободен окончателно, но е лишен от имотите си, не получава и работа. През 1970 или 1972 година бяга със семейството си в Югославия, а след това се преселва в Сопот.
Почива след 1979 година.